# Juan Blánquez Pérez
Juan Blánquez Pérez es catedrático de Arqueología de la Universidad Autónoma de Madrid, sus líneas de investigación son: Arqueología del  mundo ibérico (mundo funerario y escultura), la Arqueología fenicio-púnica (arquitectura y urbanismo), la Historiografía de la Arqueología española (legados documentales y fotografía antigua) y Patrimonio y Museología.

## Biografía
Premio Extraordinario Fin de Carrera y doctor en Arqueología por la Universidad Autónoma de Madrid (UAM), en 1986. En la actualidad, es catedrático de Arqueología de la Universidad Autónoma de Madrid, director del máster Arqueología y Patrimonio de la UAM e Investigador Responsable de la Unidad Asociada ANTA, en convenio entre el CSIC –a través de su Instituto de Arqueología- y la citada UAM, dentro de su Campus de Excelencia.
Director, desde 2006, del Grupo de Investigación de la UAM sobre Arqueología y Fotografía. Historia de la Arqueología en España (ArqFoHEs), (HUM/F-003). Desde 2012 es Miembro Correspondiente del Deutsches Archäologisches Institut (DAI) de Madrid.
Miembro del Instituto de Estudios Albacetenses (1984). En 1985 obtuvo el Título Internacional de Buceo Subacuático, concedido por la Confederation Mondiale des Activites Subaquatiques y, desde 1994, también miembro de la Office Internacional de la Vigne et du Vin (O.I.V.), en París.
Forma parte del Comité Científico de diferentes revistas científicas como CuPAUAM y Sinus Carteiensis, ambas editadas en la Universidad Autónoma de Madrid UAM, Fonaments, de la Universidad de Barcelona, Cuadernos de la Universidad de Granada o de la Revista de Estudios Avanzados, de la Universidad Santiago de Chile (USACH).
Creador y director de las monografías editadas en la Serie Varia (UAM) y de la Revista de Estudios Ibéricos (REIb) que, en breve, retomará su continuidad, en coedición, entre la Universidad Autónoma y el Centro de Estudios Ibéricos de la Comunidad de Murcia.
Director de más de una treintena de congresos y seminarios, tanto nacionales como internacionales y Comisario de más de una quincena de exposiciones sobre diferentes aspectos relacionados con la Cultura Ibérica, Fotografía Antigua o Historiografía de la Arqueología española campos, todos ellos, en los que ha desarrollado sus investigaciones en los últimos 30 años.
Autor o Editor Científico de más de 25 monografías atentas a las líneas de investigación que, bien ha desarrollado (Arqueología Subacuática) o en las que, actualmente, sigue trabajando: Culturas Ibérica y Púnica, Fotografía Antigua e Historiografía de la Arqueología Española y Patrimonio y Puesta en Valor.
Desde 1991 ha dirigido siete proyectos de investigación I+D+i, así como otros proyectos, bien promovidos de la Comunidad de Madrid, a través de su Consejería de Educación y Cultura, o a través de la Agencia Estatal de Cooperación Internacional para el Desarrollo (AECID), del Ministerio de Asuntos Exteriores en temas relacionados con las líneas de investigación antes citadas.
Entre 1981 hasta 1993, ha dirigido sucesivas excavaciones en yacimientos ibéricos (poblados ibéricos y necrópolis ibéricas) de la provincia de Albacete. Entre 1985 y 1992, elaboró la Carta Arqueológica Subacuática de la costa de Almería  aprobada por el Ministerio de Cultura y, posteriormente, por la Junta de Andalucía al recibir ésta las competencias en Cultura, única en su género completada y publicada en España hasta la fecha.
En la actualidad es Director de Campo y Subdirector del Proyecto Carteia, aprobado por la citada Junta de Andalucía y vigente desde 1994 hasta la actualidad (Fases I y II) y miembro del equipo de investigación de I+D+i (coordinado) Modelos constructivos y urbanísticos de la arquitectura de Hispania: definición, evolución y difusión del periodo romano a la Tardía Antigüedad (HAR2012-36963-C05-01 y HAR2012-36963-C05-00) bajo la dirección de Prof.  Lourdes Roldán Gómez (UAM).